# Morzychna
Morzychna – wieś w Polsce, położona w województwie małopolskim, w powiecie dąbrowskim, w gminie Dąbrowa Tarnowska.
| SIMC    | Nazwa         | Rodzaj    |
| ------- | ------------- | --------- |
| 0837956 | Koło Gościńca | część wsi |
| 0837962 | Za Górą       | część wsi |
| 0837979 | Za Krzakami   | część wsi |

Do 1 lipca 1925 był to przysiółek w gminie Bagienica, po czym włączono go do gminy Odporyszów.
W latach 1973–2002 w gminie Żabno.
W latach 1975–1998 miejscowość administracyjnie należała do województwa tarnowskiego.
Przez wieś przebiega Droga wojewódzka nr 975.